# Gastón Ávila
Gastón Luciano Ávila (Rosario, 30 settembre 2001) è un calciatore argentino, difensore del Fortaleza in prestito dall'Ajax.

## Biografia
È fratello minore di Chimy Ávila, anch'egli calciatore professionista.

## Caratteristiche tecniche
È un difensore centrale rapido ed abile in marcatura; abile nella lettura del gioco avversario, può impostare la manovra offensiva dalle retrovie.

## Carriera
Cresciuto nel settore giovanile del Rosario Central, il 2 gennaio 2019 viene acquistato a titolo definitivo dal Boca Juniors; fa il suo esordio fra i professionisti il 2 febbraio 2020 in occasione dell'incontro di Primera División vinto 2-1 contro il Talleres (C).
Il 10 febbraio 2021 viene ceduto in prestito al Rosario Central fino al termine della stagione. Scaduto il termine del prestito, ritorna alla base.
Il 23 luglio 2022 viene acquistato dall'Anversa, club della prima divisione belga, mentre dal 2023 al 2025 gioca nella prima divisione olandese all'Ajax.

## Statistiche

### Presenze e reti nei club
Statistiche aggiornate al 20 maggio 2021.
| Stagione        | Squadra         | Campionato      | Campionato | Campionato | Coppe nazionali | Coppe nazionali | Coppe nazionali | Coppe continentali | Coppe continentali | Coppe continentali | Altre coppe | Altre coppe | Altre coppe | Totale | Totale |
| Stagione        | Squadra         | Comp            | Pres       | Reti       | Comp            | Pres            | Reti            | Comp               | Pres               | Reti               | Comp        | Pres        | Reti        | Pres   | Reti   |
| --------------- | --------------- | --------------- | ---------- | ---------- | --------------- | --------------- | --------------- | ------------------ | ------------------ | ------------------ | ----------- | ----------- | ----------- | ------ | ------ |
| 2019-2020       | Boca Juniors    | PD              | 1          | 0          | CA              | 0               | 0               |                    | -                  | -                  |             | -           | -           | 1      | 0      |
| 2020            | Boca Juniors    |                 | -          | -          | CdL             | 4               | 0               | CL                 | 0                  | 0                  |             | -           | -           | 4      | 0      |
| 2021            | Rosario Central |                 | -          | -          | CA+CdL          | 0+10            | 0               | CL                 | 3                  | 0                  |             | -           | -           | 13     | 0      |
| Totale carriera | Totale carriera | Totale carriera | 1          | 0          |                 | 14              | 0               |                    | 3                  | 0                  |             | -           | -           | 18     | 0      |

## Palmarès

### Club

#### Competizioni nazionali
- Copa de la Liga Profesional: 1

Boca Juniors: 2022
- Coppa del Belgio: 1

Anversa: 2022-2023
- Campionato belga: 1

Anversa: 2022-2023
- Supercoppa del Belgio: 1

Anversa: 2023